# Петер Терек
Петер Терек (угор. Péter Török, 18 квітня 1951, Будапешт — 20 вересня 1987, Будапешт) — угорський футболіст, що грав на позиції захисника.
Виступав, зокрема, за «Вашаш» та «Рекреатіво», а також національну збірну Угорщини.

## Клубна кар'єра
У дорослому футболі дебютував 1969 року виступами за команду «Вашаш», в якій провів тринадцять сезонів, взявши участь у 339 матчах чемпіонату. Більшість часу, проведеного у складі «Вашаша», був основним гравцем захисту команди. За цей час виборов титул чемпіона Угорщини в сезоні 1976/77, вигравав кубок Угорщини в 1973 і 1982 роках, а також ставав володарем Кубка Мітропи1970 року.
Протягом сезону 1982/83 років захищав кольори іспанського «Рекреатіво», зігравши 19 матчів у Сегунді, а завершив ігрову кар'єру на батьківщині у команді «Волан», за яку виступав протягом сезону 1983/84 років, але не врятував її від вильоту.

## Виступи за збірну
16 травня 1973 року дебютував в офіційних матчах у складі національної збірної Угорщини  в товариській грі проти Німецької Демократичної Республіки (1:2).
У складі збірної був учасником чемпіонату світу 1978 року в Аргентині, де зіграв в одному матчі проти Аргентини (1:2), а його команда не подолала груповий етап.
Загалом протягом кар'єри у національній команді, яка тривала 8 років, провів у її формі 35 матчів.
Помер 20 вересня 1987 року на 37-му році життя у місті Будапешт.

## Титули і досягнення
- Чемпіон Угорщини (1):

«Вашаш»: 1976/77
- Володар Кубка Угорщини (2):

«Уйпешт»: 1972/73, 1981/82
- Володар Кубка Мітропи (1):

«Вашаш»: 1969/70
- Чемпіон Європи (U-23): 1974